# Rover serii 800
Rover serii 800 – samochód osobowy klasy średniej-wyższej produkowany przez brytyjską markę Rover w latach 1986 – 1999.

## Historia i opis modelu

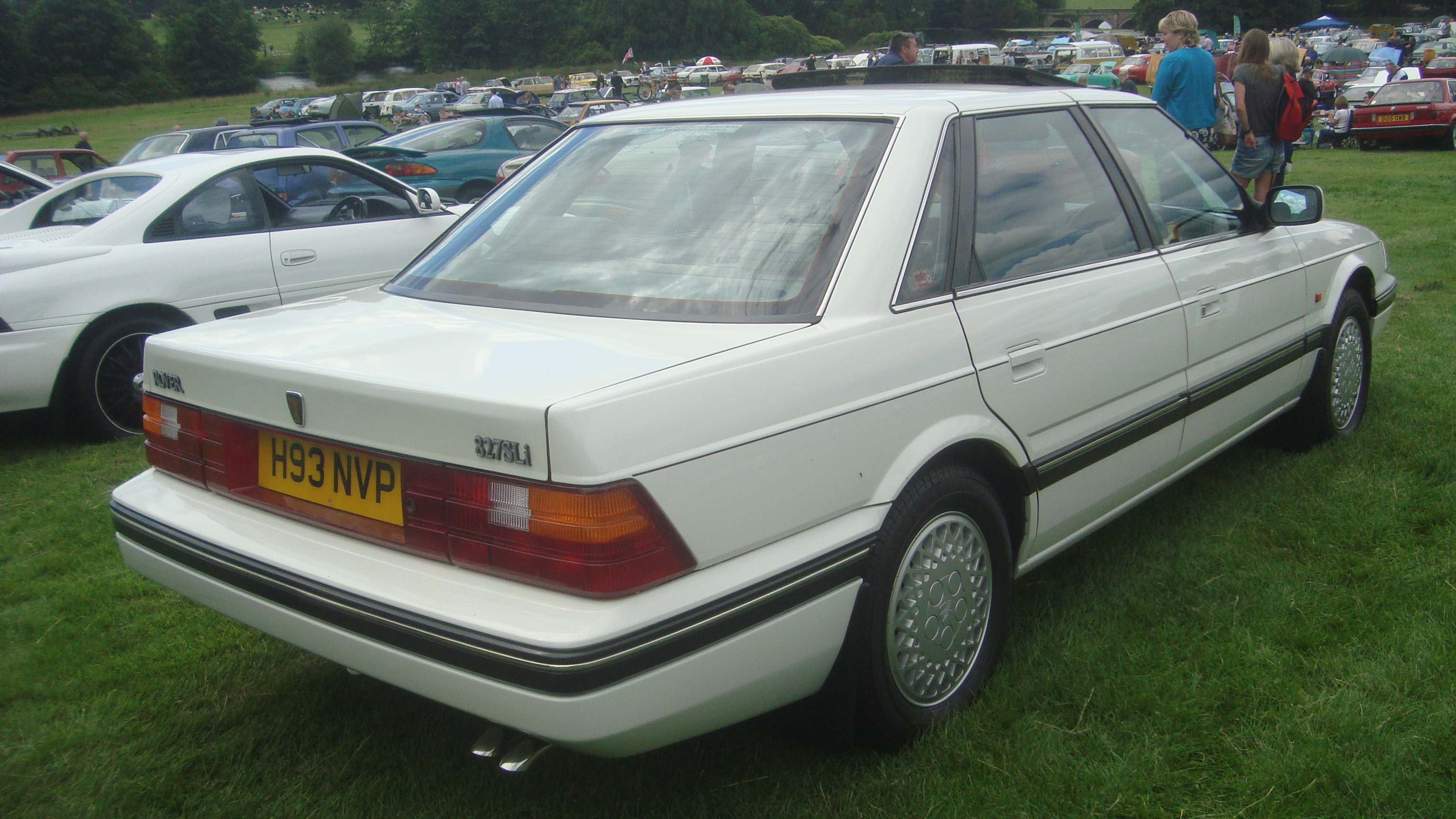
Rover serii 800 - tył

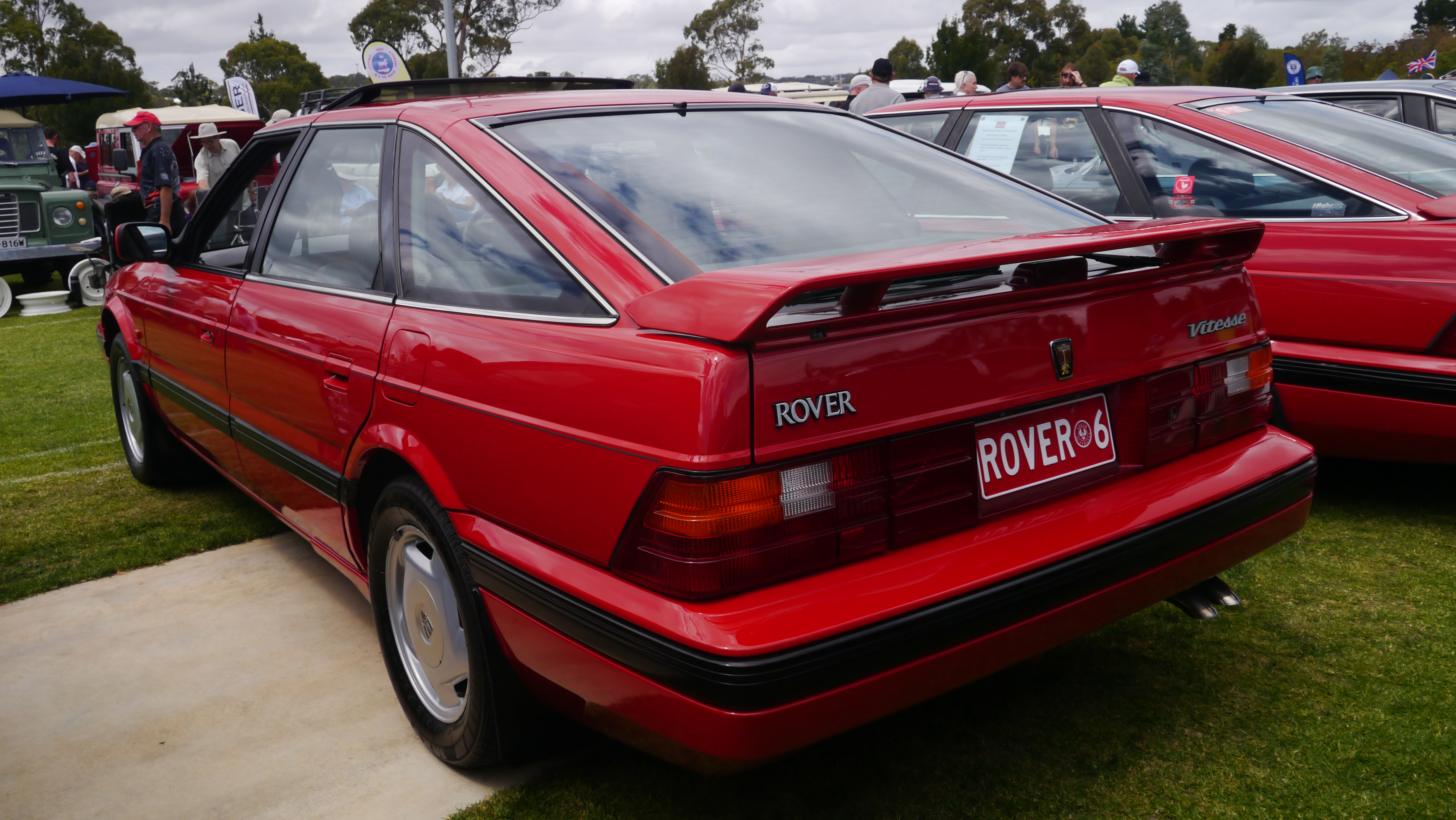
Rover serii 800 Liftback

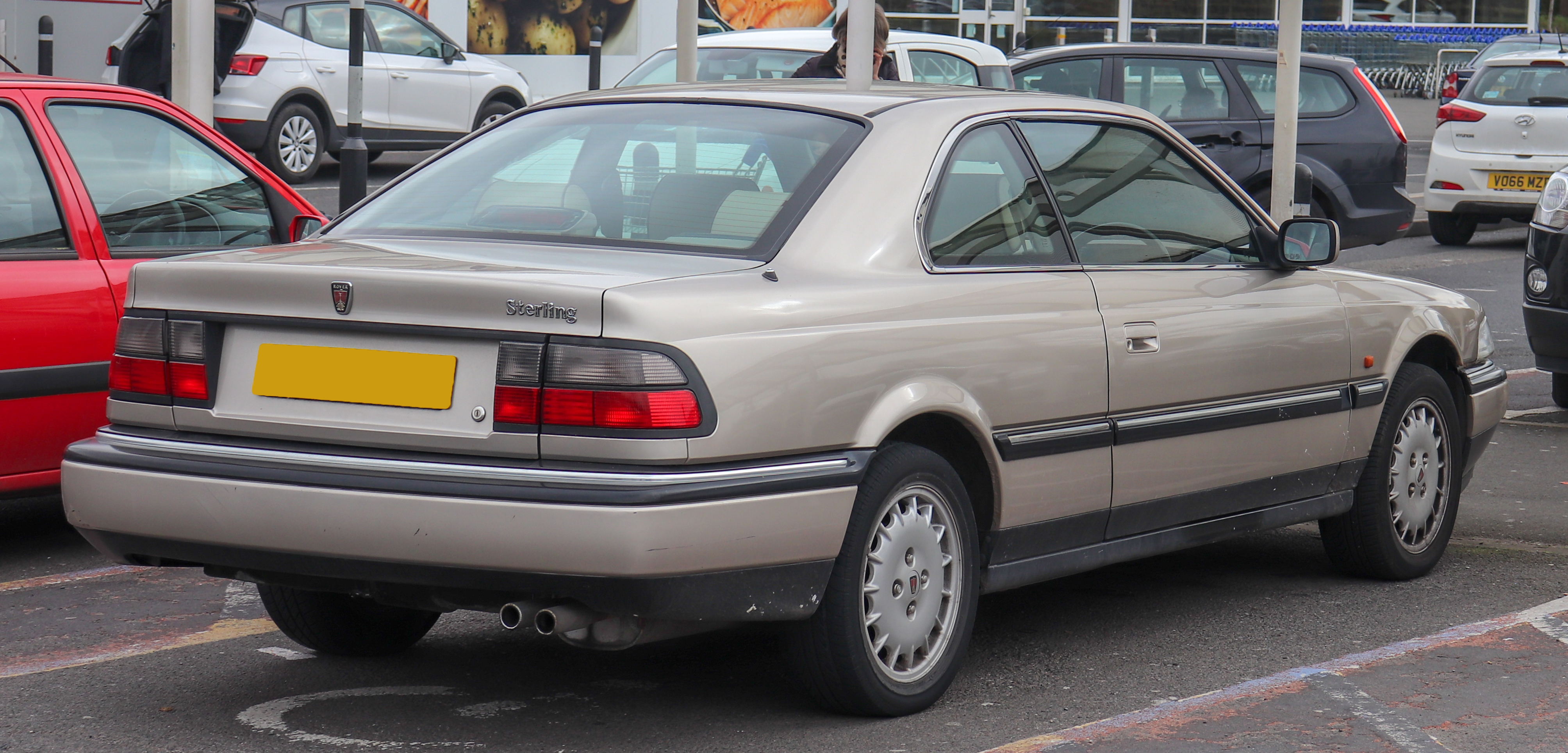
Rover serii 800 Coupe

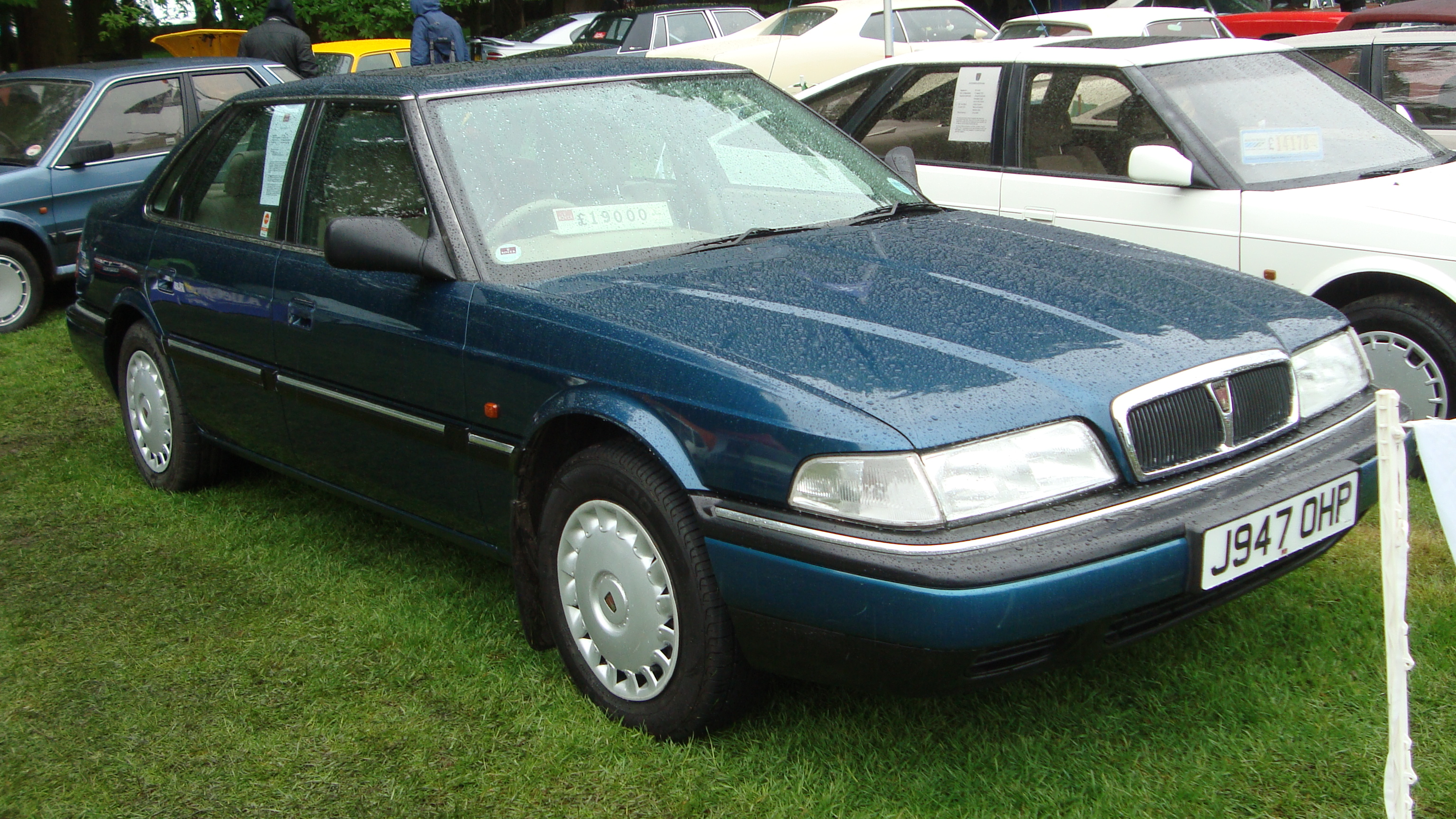
Rover serii 800 po liftingu

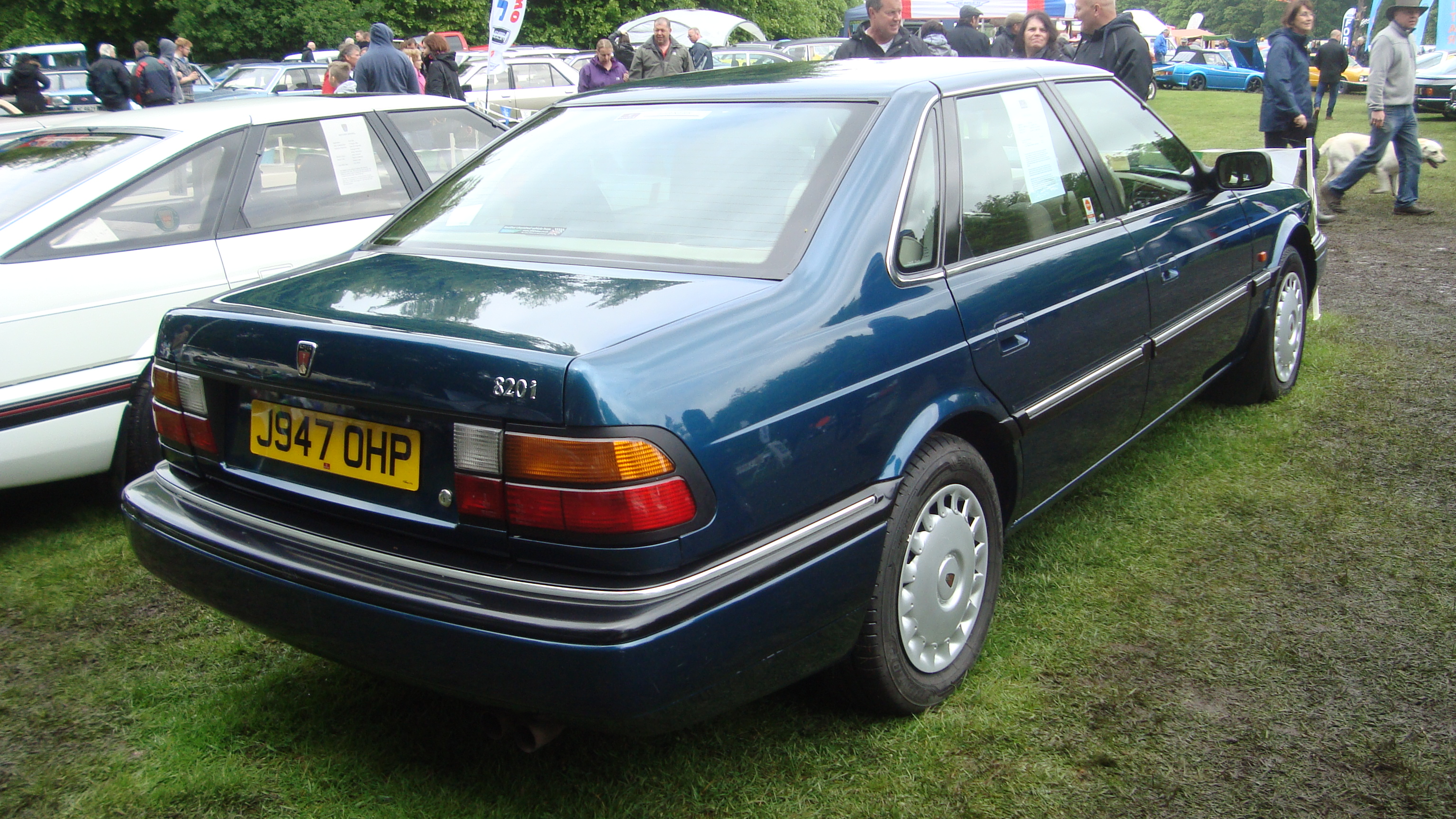
Rover serii 800 - tył po liftingu

Samochód został zaprojektowany w 1983 roku przez Gordona Skeda. Początkowo auto oferowane było wyłącznie w wersji sedan. W 1988 roku wprowadzono do produkcji wersję liftback. Pojazdy wyposażone były w silniki produkcji Hondy oraz Rovera. W 1990 roku wprowadzono turbodoładowany silnik wysokoprężny produkcji firmy VM. Dwa lata później do produkcji wprowadzono wersję coupe. 

### Dane techniczne
| Wersja                | Silnik:                          | Układ zasilania:   | Średnica × skok tłoka: | St. sprężania:     | Moc maksymalna:                    | Maks. moment obrotowy      | 0-100 km/h:        | V-max:             |
| Silniki benzynowe:    | Silniki benzynowe:               | Silniki benzynowe: | Silniki benzynowe:     | Silniki benzynowe: | Silniki benzynowe:                 | Silniki benzynowe:         | Silniki benzynowe: | Silniki benzynowe: |
| --------------------- | -------------------------------- | ------------------ | ---------------------- | ------------------ | ---------------------------------- | -------------------------- | ------------------ | ------------------ |
| 820 Si                | R4 2,0 l (1994 cm³), DOHC        | wtrysk Lucas       | 84,50 mm × 89,00 mm    | 10,0:1             | 140 KM (103 kW) przy 6000 obr./min | 178 N•m przy 4800 obr./min | 10,5 s             | 203 km/h           |
| 820 Turbo             | R4 2,0 l (1994 cm³), DOHC, turbo | wtrysk Lucas       | 84,50 mm × 89,00 mm    | 8,5:1              | 183 KM (134 kW) przy 6000 obr./min | 215 N•m przy 2000 obr./min | 9,0 s              | 215 km/h           |
| 825i                  | V6 2,5 l (2494 cm³), SOHC        | wtrysk Honda PGM   | 84,00 mm × 75,00 mm    | 9,6:1              | 172 KM (127 kW) przy 6000 obr./min | 217 N•m przy 5000 obr./min | 8,3 s              | 208 km/h           |
| 827                   | V6 2,7 l (2675 cm³), SOHC        | wtrysk Honda PGM   | 87,00 mm × 75,00 mm    | 9,4:1              | 180 KM (132 kW) przy 6000 obr./min | 228 N•m przy 4500 obr./min | 8,0 s              | 220 km/h           |
| Silniki wysokoprężne: |                                  |                    |                        |                    |                                    |                            |                    |                    |
| 825 SD                | R4 2,5 l (2499 cm³), SOHC, turbo | wtrysk Bosch       | 92,00 mm × 99,00 mm    | 22,0:1             | 120 KM (88 kW) przy 4200 obr./min  | 268 N•m przy 2100 obr./min | 11,3 s             | 195 km/h           |